# Acid Red 41
Acid Red 41 (auch Ponceau 6R) ist ein roter Azofarbstoff aus der Gruppe der Säurefarbstoffe.

## Geschichte
Acid Red 41 wurde 1882 durch die Farbwerke vorm. Meister, Lucius & Brüning in Höchst a. M. patentiert und unter der Bezeichnung Ponceau 6R vermarktet.

## Herstellung
Die Synthese von Acid Red 41 erfolgt durch Diazotierung von 4-Aminonaphthalin-1-sulfonsäure mit Natriumnitrit und Salzsäure und Kupplung des Diazoniumsalzes mit 2-Naphthol-3,6,8-trisulfonsäure unter alkalischen Bedingungen.

## Eigenschaften
Acid Red 41 ist wasserlöslich und in geringerem Umfang auch in Ethanol löslich. 
Es wird als Lebensmittelzusatzstoff mit der E-Nummer E 126 verwendet, ist jedoch in der EU nicht mehr zugelassen.
Im Tierversuch führt Acid Red 41 in hohen Dosen über die Bildung von Hämiglobin zu einer hämolytischen Anämie.